# 二氯二氧化钨
二氯二氧化钨是钨的一种氯氧化物，化学式 WO2Cl2。

## 制备
二氯二氧化钨可以由六氯化钨和四氯氧化钨或三氧化钨反应而成。
{\displaystyle \mathrm {WCl_{6}+2\ WO_{3}\longrightarrow 3\ WO_{2}Cl_{2}} }
它也可以由四氯化碳和二氧化钨在 250 °C 下反应而成。

## 性质
二氯二氧化钨是一种无色到黄色晶体。它在湿气和水中水解。它的晶体结构是单斜晶系，空间群 Aa (No.9) ，与二碘二氧化钨 WO2I2 (a = 768 pm, b = 389 pm, c = 1390 pm, β = 105.3°)同构。